# Offrande (christianisme)

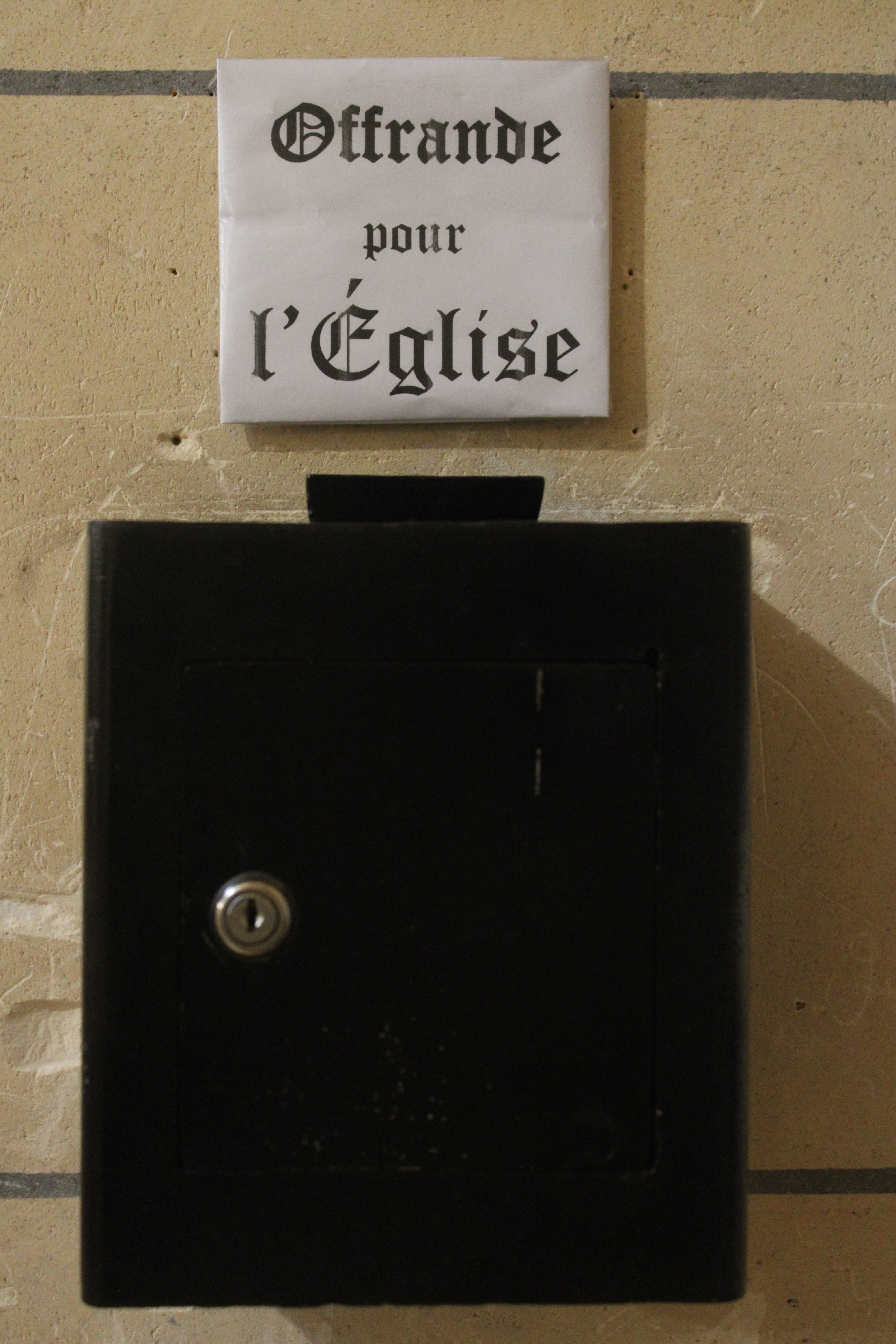
Tronc à l'intérieur de la chapelle du Carmel de Fontainebleau, France.

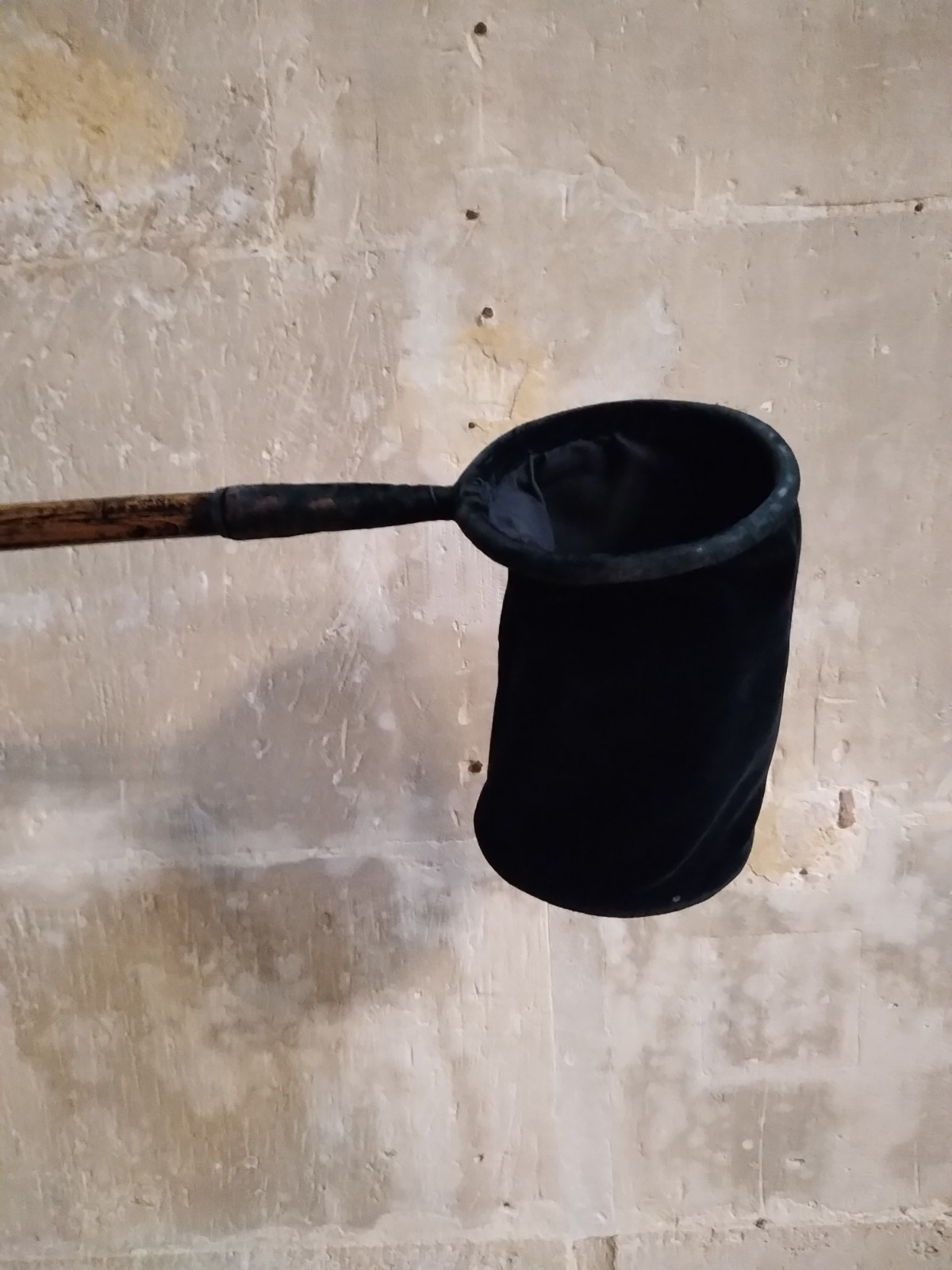
Une quêteuse au Temple protestant de l'Oratoire du Louvre à Paris, France.

L’offrande dans le christianisme est un don d’argent à l'Église.  Lors de la célébration du culte chrétien, un moment est réservé à la collecte de dons. L'offrande peut être également donnée en dehors de la célébration par Internet.

## Histoire

### Origine
Dans la Bible, l’offrande est un acte de reconnaissance à Dieu. À l’époque de Moïse, Dieu a donné certaines prescriptions au peuple d’Israël.  Il devait notamment lui apporter une part de sa richesse en guise de reconnaissance pour le pays que Dieu lui a donné pour héritage. Les offrandes étaient en grande partie des produits agricoles : blé, orge, huile, animaux et la quantité correspondait au dixième de leur revenu, la dîme. 
Dans le Nouveau Testament, notamment dans l’Épître aux Galates au chapitre 6, Paul de Tarse rappelle l’engagement des croyants envers leur pasteur et les démunis.  Dans ce même livre, l’offrande est comparée à une semence.  Ces concepts sont repris dans le deuxième épître aux Corinthiens au chapitre 9. La motivation du donateur n’est plus une obligation, mais doit être un libre choix par générosité.  Paul de Tarse a fait plusieurs collectes dans le but d’aider les gens dans le besoin. De plus, l’offrande est présentée comme un soutien pour la  mission et un signe de compassion pour les démunis.

### Méthodes

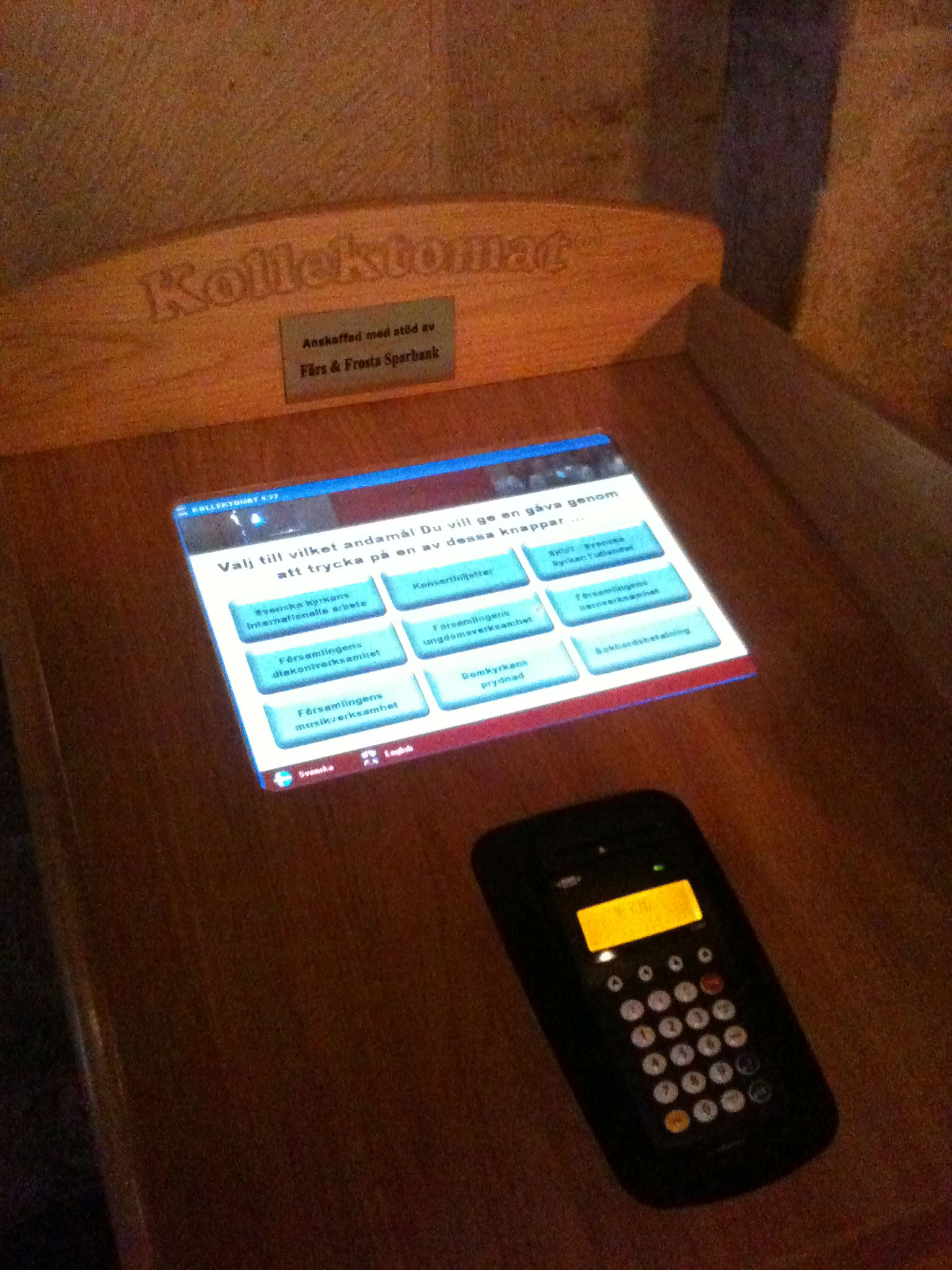
Un terminal de paiement électronique à la Cathédrale de Lund, Suède.

Historiquement, elle a été collectée dans un plat à offrandes, une quêteuse, une sébile, un panier, ou un tronc d'église. 
De nouvelles méthodes ont été utilisées au 21e siècle, tels un terminal de paiement électronique ou un panier connecté (don sans contact avec sa carte bancaire, son smartphone en communication en champ proche ou sa montre connectée).
Dans les églises chrétiennes évangéliques, le paiement sur Internet et le paiement mobile sont les méthodes les plus utilisées ,.

## Utilisation
L’offrande est mise au service de l’Église, par exemple pour le soutien des ministres de Dieu, pasteurs et  missionnaires, le loyer ou les frais d'entretien du bâtiment, les ministères et l’aide aux démunis (humanitaire chrétien),. Pour les églises affiliées, l’offrande permet également de supporter les services de leur confession chrétienne (comme les organisations missionnaires, les hôpitaux, les écoles et les instituts de théologie). Selon une étude menée en 2014 auprès de 1 605 églises aux États-Unis par Christianity Today, les cinq principales dépenses sont les salaires du personnel (ministres) à 47 %, les ministères et le support (aide humanitaire chrétienne) à 9 %, le lieu de culte (hypothèque ou loyer du bâtiment à 7 %, utilitaires à 7 %, maintenance à 5 %), le support à des  missions internationales à 5 % et le support à des  missions locales à 4 %. Une étude de 2016 menée par le Leadership Network et le Vanderbloemen Search Group auprès de 1 252 églises aux États-Unis, au Canada, en Afrique du Sud et en Grande-Bretagne, donnait des chiffres semblables.
En 1948, l’évangéliste Billy Graham et son équipe d’évangélisation ont établi le Modesto Manifesto, un code d’éthique de vie et de travail pour se protéger des accusations d’abus financiers, sexuels et de pouvoir. Ce code comprend des règles pour la répartition des offrandes reçues dans les églises, le travail uniquement avec des églises favorables à l’évangélisation coopérative, l’usage des estimations officielles des foules lors des évènements en plein air et l’engagement à ne jamais être seul avec une femme autre que son épouse, sauf si une autre personne est présente.

## Critiques
Au XVIe siècle, de nombreux théologiens protestants ont critiqué la vente d’indulgences par l’Église catholique, pour la rémission des péchés.
L'offrande a été associée avec la théologie de la prospérité, qui a été répandue par des télévangélistes pentecôtistes et charismatiques,. La foi chrétienne est considérée comme un moyen de s’enrichir financièrement et matériellement, par une « confession positive » et une contribution aux ministères chrétiens. Les offrandes et la dîme occupent ainsi beaucoup de temps dans certains cultes ,. Des promesses de guérison divine et de prospérité sont garanties, en échange de certains montants de dons,,. Certains pasteurs menacent de malédictions, d’attaques du diable et de pauvreté ceux qui ne donnent pas la dîme,,. Les collectes d’offrandes sont multiples ou séparées dans divers paniers ou enveloppes afin de stimuler les contributions des fidèles,. Souvent associée avec la dîme obligatoire, cette doctrine a été comparée à un business religieux,,. Les pasteurs qui adhérent à la théologie de la prospérité ont été critiqués par des journalistes pour leur style de vie bling-bling (vêtements luxueux, grandes maisons, voitures haut de gamme, avion privé, etc.),,. En 2012, dans un document publié sur le sujet, le Conseil national des évangéliques de France a mentionné que la prospérité était bien possible pour un croyant, mais que le matérialisme amène à l’idolâtrie et ce n’était pas le but de l’Évangile,.
Depuis les années 1970, divers scandales financiers de détournements de fonds ont été rapportés dans des églises et des organisations évangéliques. Le Conseil évangélique pour la responsabilité financière a été fondé en 1979 pour renforcer l’intégrité financière dans les organisations et les églises évangéliques qui désirent volontairement être membres et se soumettre à des vérifications comptables annuelles. Aux États-Unis, des télévangélistes ont demandé des offrandes pour acheter des jets privés. 
En 2015, l’auteur américain du livre Sunday Morning Stickup a accusé certaines églises chrétiennes d’utiliser des stratégies de culpabilité pour ramasser les offrandes et la dîme des fidèles.  Notamment en déformant certains passages de la bible pour rendre obligatoire les contributions, en élevant les grands donateurs et en faisant perdre des avantages à des membres qui ne donneraient pas assez.
Le récit de l’offrande de la veuve est souvent utilisé par certaines églises pour inciter les fidèles à suivre l’exemple de la veuve et à faire de grosses offrandes malgré une situation de précarité. Divers théologiens ont critiqué cette interprétation,. Ils mettent en lien ce récit avec la condamnation de Jésus au sujet des chefs religieux qui dévorent les maisons des veuves, dans le verset précédant. Ainsi Jésus n’aurait pas voulu montrer l’exemple d’un généreux donateur, mais plutôt dénoncer un cas d’injustice .